# Helicarion mastersi
Helicarion mastersi är en snäckart som först beskrevs av Cox 1868.  Helicarion mastersi ingår i släktet Helicarion och familjen Helicarionidae.

## Underarter
Arten delas in i följande underarter:
- H. m. mastersi
- H. m. callidus

## Bildgalleri

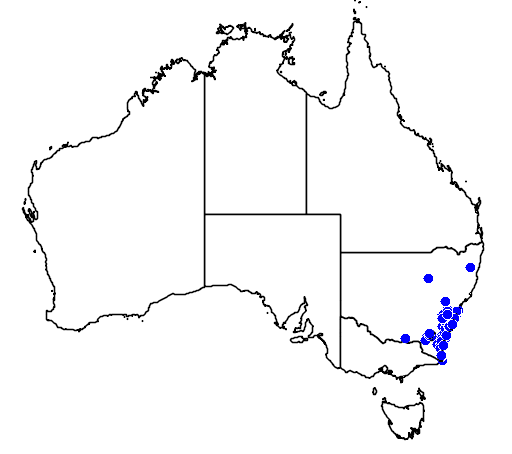
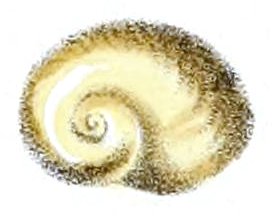
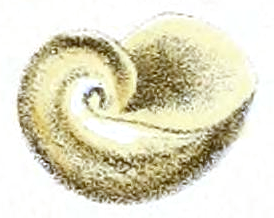